# Torri dei Galigai
Le torri dei Galigai sono tre torri che occupano la fiancata su via dei Cerchi di quello che oggi è un unico edificio, in una delle zone più antiche del centro storico di Firenze. Si trovano lungo via de' Cerchi, una all'angolo con via dei Tavolini, una a quello con via dei Cimatori e una nella cortina muraria tra queste due.
Il nome dei Galigai significava nella Firenze medievale conciatore di pelli, ed esisteva l'Arte dei Galigai appunto per gli addetti a tale mestiere, anche se le torri in questioni appartenevano a una famiglia che si chiamava proprio Galigai.
Lo stemma di famiglia era simile a quello degli Alberti, con quattro catene d'oro in campo dorato.
Le tre torri furono costruite tra il XII e il XIII secolo: di quella centrale restano solo due grandi portali, mentre sono meglio visibili quelle agli angoli. Entrambe presentano dei maestosi portali, con architravi sormontate da ghiere molto arcuate, e sono coperte dal tipico filaretto in pietra, con buche pontaie e finestrelle. Nella parte alta sono state intonacate.
Su via dei Tavolini è presente un'iscrizione con versi della Divina Commedia che recita:
dorata in casa sua già l'elsa e il pome»
(Par., XVI 101-102)
Sopra la citazione è anche scolpito un piccolo stemma dei Galigai.
L'edificio dove si trovano le due torri è davanti alla torre dei Cerchi, alla loggia dei Cerchi, alla torre dei Della Bella ed al tabernacolo della Quarquonia.

## Altre immagini

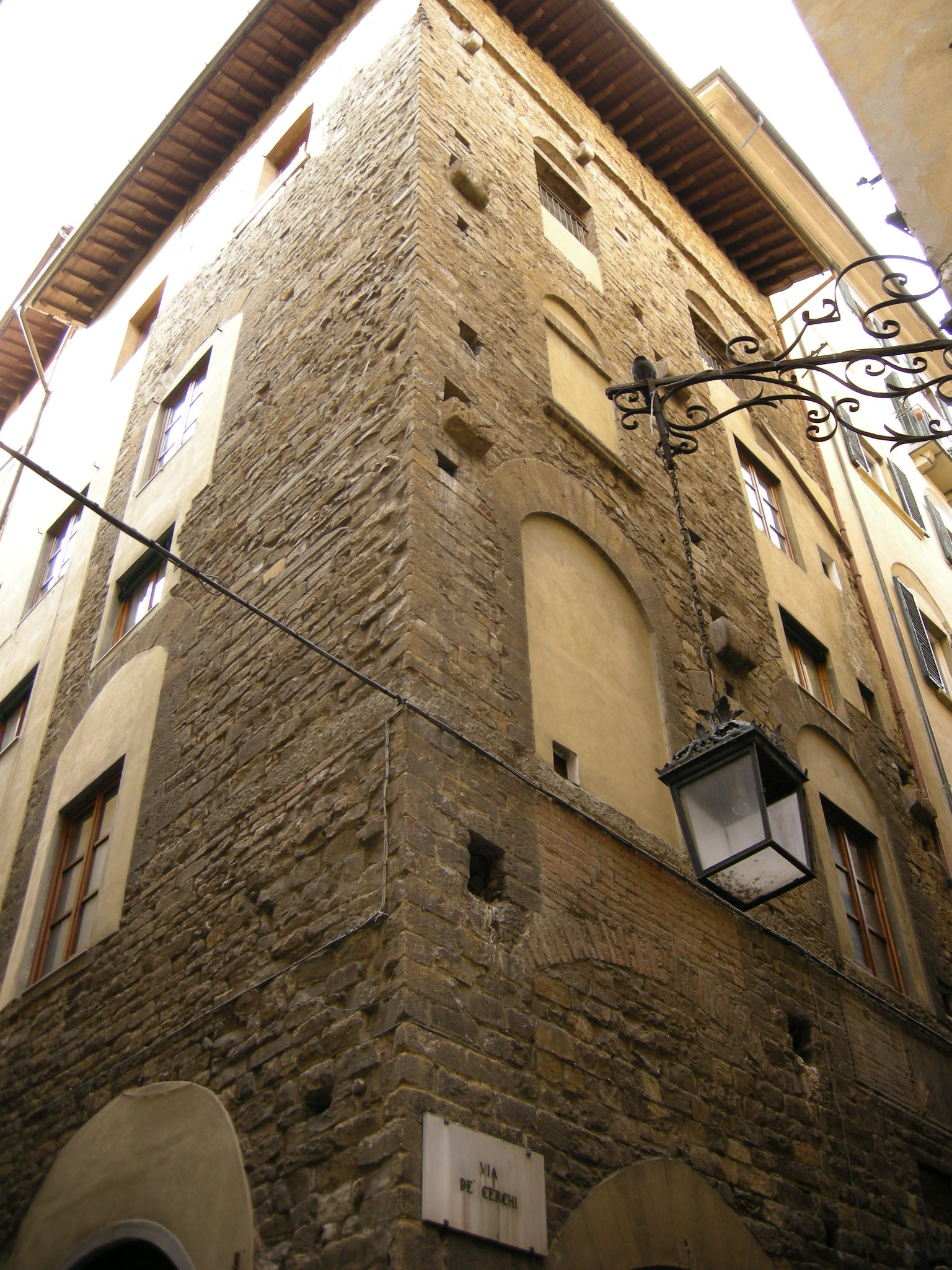
La torre dei Galigai su via dei Cimatori
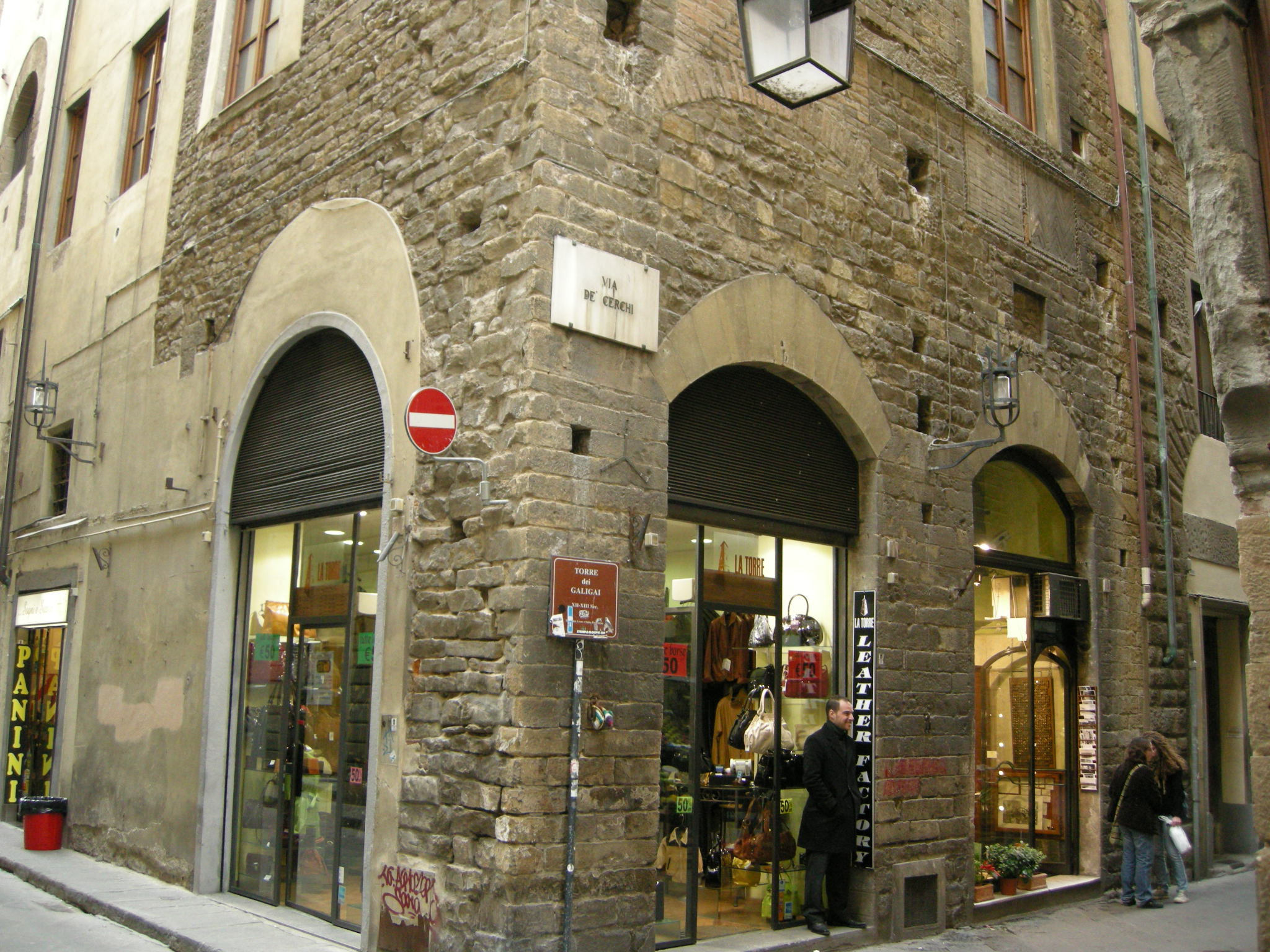
Portali della torre dei Galigai su via dei Cimatori
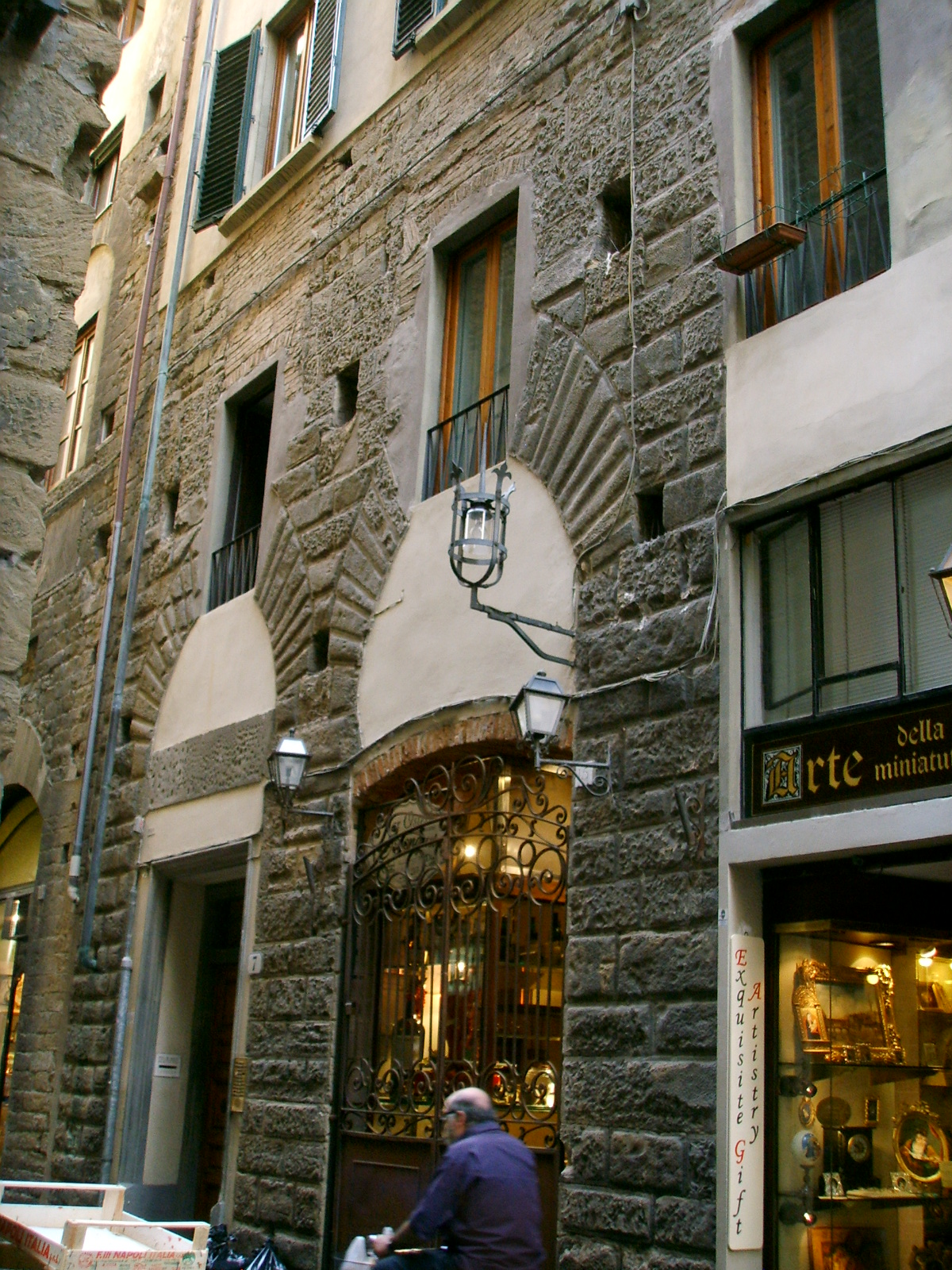
Portali della terza torre centrale